# Галаці
Галаці (грец. Γαλάτσι), за кафаревусою Галаціон (грец. Γαλάτσιον) — місто в Греції, в периферії Аттика.

## Етимологія назви
Хоча науковцями запропоновані кілька гіпотез етимології назви міста, найвірогіднішим вважається припущення, викладене 1870 року в книзі «Історія Афін». Так, назва Галаці походить від прізвища Симеона Галакіса, зброєносця, який придбав землю навколо церкви святої Глікерії 1851 року. Згодом уся область отримала його ім'я. Відповідно до фонологічного явища у новогрецькій мові, відомого як цитакізм, назва трансформувалась у Галаці. Альтернативна теорія припускає, що назва міста походить від Гала — грецьке слово на позначення молока, оскільки першими ці території освоїли пастухи.

## Історія
До середини 20-го століття територія сучасного Галаці була зайнята переважно сільськогосподарськими угіддями. Однак через невпинний швидкий ріст столиці Галаці також був швидко урбанізований і тепер належить до центрального регіону міської агломерації Афін. Це один з найбільш густонаселених районів Афін, з високим відсотком зелених насаджень, а пагорб Турковунія та парк Алсос Веїку називають «зеленими легенями» Центральних Афін.

## Населення
| Рік  | Населення | Зміна чисельності   | Густота, осіб/км² |
| ---- | --------- | ------------------- | ----------------- |
| 1981 | 50.096    | —                   | 12.443,1/км²      |
| 1991 | 57.230    | + 7.134 / + 14,24 % | 14.215 /км²       |
| 2001 | 58.042    | + 812 / + 1,42 %    | 14.416,8 /км²     |

## Визначні місця
- Оморфокліссія — церква святого Юра в Галаці.
- Олімпійська арена Галаці
- Алсос Веїку — парк в Галаці.